# 타찐강

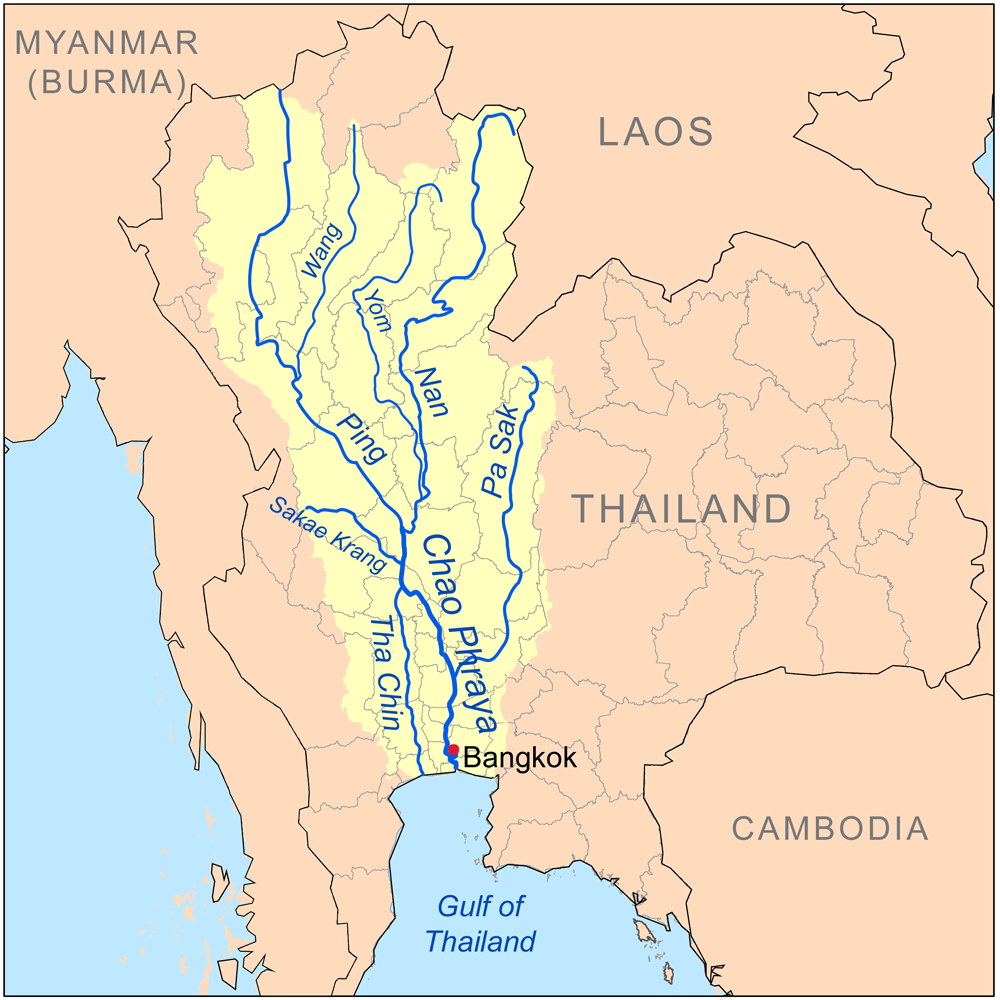
짜오프라야강 수계의 타찐강

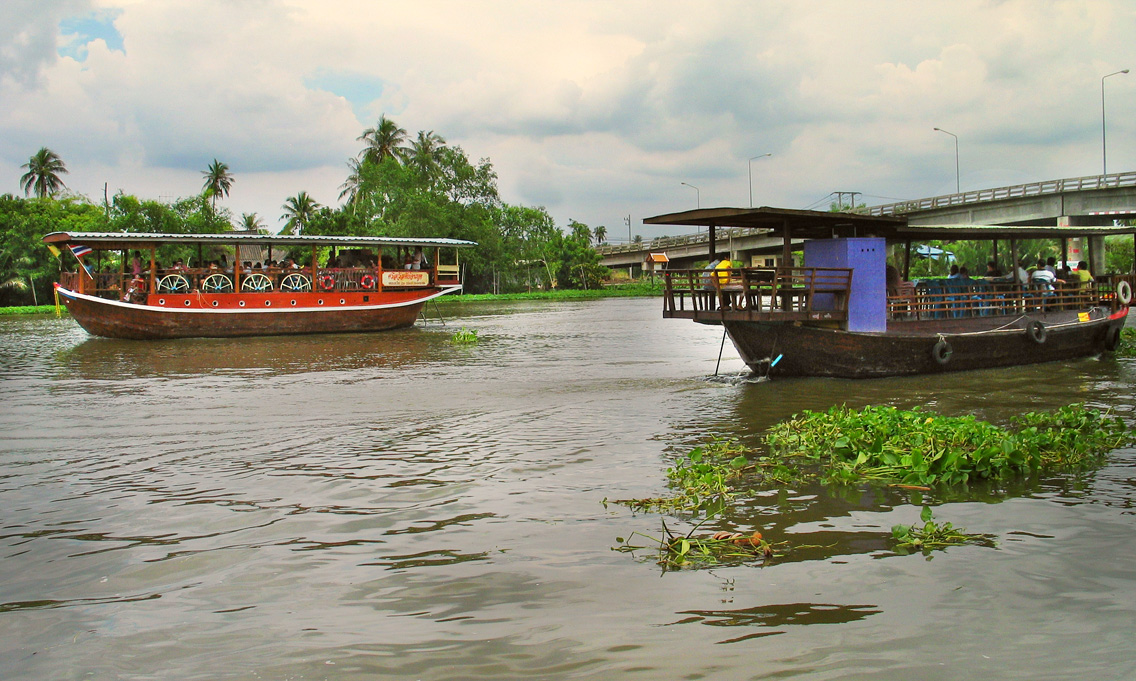
나콘차이시 주변의 타찐강의 관광 보트

타찐강(태국어: แม่น้ำท่าจีน, Tha Chin River)은 태국 짜오프라야강의 분류이다. 강은 차이낫 주변에서 분리되어 짜오프라야강 서쪽의 중앙 평야를 통과하고 사뭇사콘에서 타이만으로 빠져 들어간다.

## 지역적 이름
타찐강은 지역마다 다양한 이름이 있다. 차이낫에서 짜오프라야강과 분리된 후에는 마캄타오강(Makhamthao River)으로 불리고 수판부리를 통과할 때는 수판강(Suphan River), 나콘빠톰을 통과할 때는 나콘차이시강(Nakhon Chaisi river)이 된다. 오직 하구인 사뭇사콘 근처에서만 타찐강으로 불린다. 강의 이름은 사뭇사콘의 옛 이름으로부터 온 것이다.

## 지류
타찐강의 지류로는 끄라시에오강, 양강, 따윕강, 초라케삼강, 방렌강, 친시강이 있다.

## 타찐 분지
타찐강의 유역 면적은 13,681km2이다. 타찐 분지는 짜오프라야 수계의 일부이다.